# Matky a jiná zvířena
Matky a jiná zvířena (v anglickém originále Mothers and Other Strangers) jsou 9. díl 33. řady (celkem 715.) amerického animovaného seriálu Simpsonovi. Scénář napsal Al Jean a díl režíroval Rob Oliver. V USA měl premiéru dne 28. listopadu 2021 na stanici Fox Broadcasting Company a v Česku byl poprvé vysílán 22. března 2022 na stanici Prima Cool.

## Děj
Bart přepíná stanice v televizi a narazí na Pesflix, což zaujme psa Simpsonových Spasitele, který si pozve svou matku Bisky, protože je Den matek. Bart a Líza darují Marge hrníčky, které vyrobili ve škole, zatímco Maggie jí políbí a dobírá si své sourozence. Všimnou si také, že Homer je skleslý, když slyší, že je Den matek. Poté, co Marge daruje zarámovanou fotku dětí, rozpláče se a vzpomíná na svou zesnulou matku Monu.
Líza navrhne Homerovi, aby zkusil online terapii. Terapeutka Annette ho vrátí o třicet let zpátky, konkrétně do dne, kdy Abe dostal od Mony vzkaz, že ji hledá FBI a že od nich odchází. Aby to děda nemusel vysvětlovat, řekl tehdy devítiletému Homerovi, že je mrtvá. V šestnácti letech dostal Homer pohlednici od FBI, která byla údajně zaslaná Monou z Utahu. Homer konfrontuje svého otce s pravdou. Pak se vydají do Utahu, aby Monu vypátrali, zatímco je sledovala FBI. Společně spatřili Monu na benzínové pumpě, ale když jim vyběhla naproti, spatřila ji FBI, která je pronásledovala až do kaňonu. Když Abe uvízl v malé průrvě, musel si Homer vybrat mezi matkou a otcem – rozhodl se pro otce. Moně se podařilo uprchnout v dodávce jednoho hippie a odjela do San Franciska.
Po návratu do současnosti děda a Homer řeknou terapeutce, že Monu už nikdy nenašli. Po skončení terapeutického sezení Homer rodině prozradí, že Mona jeho a dědu Abea tajně navštívila v nemocnici, když se Bart narodil, aby zkontrolovala svého novorozeného vnuka. Poté, co se Homer vyrovnal se ztrátou Mony, vezme rodinu na jídlo.
Během titulků Homer spí s lahví javorového sirupu a sní o tom, jak tančí v kruhu se svou rodinou a předky.

## Přijetí

### Sledovanost
Ve Spojených státech díl během premiéry sledovalo 3,61 milionu diváků.

### Kritika
Tony Sokol z webu Den of Geek ohodnotil díl čtyřmi hvězdičkami z pěti a napsal: „Matky a jiná zvířena si trochu pohrávají se známým příběhem Homera a jeho matky Mony a závěr je kvůli tomu trochu nucený. Možný snový konec není tak uspokojivý, jak by chtěl působit, ale poskytuje skvělou pointu. (…) Uzavření již není považováno za validní psychologický postup, takže si můžeme být jisti, že se k tomuto scénáři ještě někdy vrátíme. Homerova psychika je stejně úžasná jako hřiště i minové pole.“
Marcus Gibson z Bubbleblabberu ohodnotil tuto epizodu 7,5 body z 10 s komentářem: „Celkově je epizoda Matky a jiná zvířena další příjemnou epizodou, která dále zkoumá Homerovu historii s jeho matkou. Její humorné vtípky dobře fungují vedle srdceryvných momentů navzdory svému tempu a výkon Glenn Closeové byl opět nebesky příjemný. Pro nás fanoušky Simpsonových je to velmi pozdní dárek ke Dni matek, ale lepší pozdě než nikdy.“